# Bird of Pray
Bird of Pray è un singolo del gruppo musicale ucraino Ziferblat pubblicato il 24 gennaio 2025 come secondo estratto dal secondo album in studio Of Us.

## Descrizione
Bird of Pray è stato scritto e composto da Fedir Chodakov, Danyïl Leščyns'kyj e Valentyn Leščyns'kyj, quest'ultimo responsabile anche della produzione; il brano rock alternativo è stato inviato all'emittente radiotelevisiva ucraina UA:PBC come proposta per l'edizione 2025 di Vidbir, il processo di selezione decretante il rappresentante ucraino all'Eurovision Song Contest 2025 a Basilea, in Svizzera.
Dopo aver superato la fase iniziale delle selezioni, il 20 dicembre 2024 gli Ziferblat sono stati confermati tra i 10 finalisti del concorso; Bird of Pray è stato esibito alla competizione l'8 febbraio 2025, e il voto combinato di pubblico e giuria lo ha incoronato vincitore e rappresentante nazionale sul palco eurovisivo a Basilea.

## Tracce
Testi e musiche di Fedir Chodakov, Danyïl Leščyns'kyj e Valentyn Leščyns'kyj.
1. Bird of Pray – 2:59

## Formazione
- Danyïl Leščyns'kyj – voce
- Valentyn Leščyns'kyj – chitarra, strumentazione, produzione
- Fedir Chodakov – batteria

## Classifiche
| Classifica (2025) | Posizione massima |
| ----------------- | ----------------- |
| Lituania          | 15                |
| Ucraina           | 34                |